# بولين هوارو
بولين هوراو (بالفرنسية: Pauline Hoarau)‏ (ولدت عام 1994 ، لا ريونيون) عارضة أزياء فرنسية.

## روابط خارجية
- بولين هوارو على موقع IMDb (الإنجليزية)
- بولين هوارو على موقع ألو سيني (الفرنسية)
- بولين هوارو على موقع قاعدة بيانات الفيلم (الإنجليزية)
- بولين هوارو على موقع دليل عارضات الأزياء (الإنجليزية)
- بولين هوارو في موديلز.كوم